# Road to Kingdom
Road to Kingdom ((en hangul, 로드 투 킹덤): ) es un programa televisivo que actualmente se transmite cada jueves a las 20:00 (KST) en Mnet desde el 30 de abril de 2020. Es conocido como la secuela y la primera parte de la contraparte masculina de Queendom.
El día 21 de abril tomo lugar una rueda de prensa acerca del programa

## Visión general
El programa es una batalla entre 7 grupos de chicos con potencial, pero es su mayoritaria desconocidos para muchos, para lograr obtener un puesto en Kingdom (킹덤).
Algunos clips de entrevistas especiales fueron mostrados en el episodio 1, con algunas de las participantes de Queendom: Park Bom, AOA (Chanmi), Mamamoo (Solar, Hwasa), Lovelyz (Mijoo, Kei), Oh My Girl (Hyojung, YooA) y (G)I-DLE (Soyeon, Yuqi). Cuando  comparten sus primeros pensamientos acerca de Road to Kingdom .
Las pistas acerca de los números que se les fueron dados una semana antes de la primera grabación del show, se muestran a continuación:
- 1 grupo de chicos avanzará  a Kingdom, como parte de ganar el programa; el número "1" también significa los estándares de evaluación que serán utilizados
- 2 grupos de chicos serán eliminaron durante el programa
- 4 presentaciones (sin embargo, no todos los 7 grupos actuarán en las 4 presentaciones)
- 7 grupos de chicos
- Presentaciones de 90 Segundos (Actuaciones Preliminares)

## Reglas
- 2 grupos de chicos serán eliminados durante el show:
  - 1 grupo será eliminado cuando obtengan los puntos más bajos acumulados  de la primera y segunda presentación
  - 1 grupo (de los 6 restantes) será eliminado cuando  obtengan los puntos más bajos acumulados después de las 3 actuaciones
- El ranking global final del programa (para 5 grupos restantes en las presentaciones finales) está basado en los criterios siguientes:
  1. 3 actuaciones preliminares (1.º Presentación - 10,000 puntos, 2.º Presentación - 10,000 puntos, 3.º Presentación - 15,000 puntos)
  2. Puntos por las vistas de los vídeos (basados en el número de vistas de los vídeos de las presentaciones (solo los Full Versión cuentan) en YouTube y Naver; máximo de 15,000 puntos)
  3. Puntos digitales de los Comeback Singles calculados desde el día que salieron hasta TBA (máximo de 15,000 puntos)
  4. Votos en la Final, en la presentación en vivo del Comeback Stage por medio de mensaje de texto (máximo de 35,000 puntos)
- El grupo en 1.º lugar en general será capaz de participaren Kingdom.
- El grupo que no sea 1.º lugar en general, pero alcance el ranking 1.º solo en las Presentaciones en Vivo Finales, también podrá avanzar para participar en Kingdom.
- En el caso de que 1 grupo tenga ambos: 1.º global y 1.º en solo las Presentaciones en Vivo Finales, el dicho grupo de chicos  será el  único grupo que formará parte de Kingdom.

### Actuaciones preliminares - Presentaciones de 90 Segundos
Cada uno de los 7 grupos de chicos actuará en una presentación 90 de segundos que los represente mejor. 
No hay ningún orden decidido antes de las presentaciones - el orden es decidido en el momento. El primer grupo en presentarse será decidido por el grupo que sea voluntario primero. Después del primer grupo de chicos que ha actuado,  decidirá  el segundo grupo en presentarse, y el segundo grupo que se haya presentado entonces decidirá el tercer grupo que actuará después. El proceso continuará hasta que todas las presentaciones hayan sido completadas.
Los puntos de esta ronda serán enteramente decididos a través de una autoevaluación donde cada grupo decidirá el ranking las presentaciones de los otros grupos del 1.º a 6.º.
- 1.º lugar: 100 puntos
- 2.º lugar: 80 puntos
- 3.º lugar: 60 puntos
- 4.º lugar: 40 puntos
- 5.º lugar: 20 puntos
- 6.º lugar: 5 puntos

Cada grupo recibirá puntos de la "evaluación interna" por parte de los otros 6 grupos, y  se sumaran para convertirse en los puntos totales de la ronda obtenidos para el grupo. Esto, sin embargo, no será incluido en los puntos a favor globales del programa.

### 1.º Presentación - Song of King (Cover de Canciones de Grupos Sénior )
Cada uno de los 7 grupos actuará una canción de sus grupos séniors, y será realizado con un estilo diferente.
Reglas
- El grupo posicionado en el 1.º lugar en las Presentaciones de 90 Segundos conseguirá el beneficio de arreglar el orden para esta ronda de actuaciones.
- Los puntos de la ronda son enteramente decididos a través de una evaluación interna, donde los miembros de cada grupo escogerán la posición de las presentaciones de los otros grupos de 1.º a 6.º.
  - 1.º lugar: 100 puntos
  - 2.º lugar: 80 puntos
  - 3.º lugar: 60 puntos
  - 4.º lugar: 40 puntos
  - 5.º lugar: 20 puntos
  - 6.º lugar: 5 puntos
- Como ONF y Oneus cada uno tiene sólo 6 miembros, los 5 grupos restantes cada uno enviará a 6 de sus miembros para votar para esta ronda. (Un total de 42  los miembros de los grupos votarán en esta ronda)
- Cada grupo de chicos recibiría puntos de la evaluación interna de los 36 miembros de los otros 6 grupos, y  se sumarán para convertirse en puntos totales obtenidos para el grupo.
- El grupo posicionado en el  1.º lugar conseguirá los 10,000 puntos completos, mientras que los grupos restantes, cada uno conseguirá puntos basados en proporción de los puntos recibidos en su evaluación interna con los puntos de dicha evaluación del grupo en 1.º lugar.

### 2.º Presentación - My Song (Presentaciones de un Éxito Musical Representativo del Grupo)
Cada uno de los 7 grupos actuará una de sus canciones representativas más exitosas, será realizada  diferente a sus actuaciones habituales de la canción.
Reglas
- El grupo que se haya posicionado en el  1.º lugar de la 1.º Presentación conseguirá el beneficio de arreglar el orden de las presentaciones para esta ronda. Sin embargo; los otros grupos no descubrirán sus propias posiciones, ni los del otros, en el orden de las presentaciones hasta el día que se presenten.
- Los puntos de esta ronda serán decididos a través de 2 categorías:
  - La "Evaluación Interna" que fue utilizada para los votos de la 1.º Presentación, donde cada grupo recibiría  puntos por parte de los 36 miembros de los otros grupos. (el 30% de los puntos de esta ronda)
  - Votos en línea de la audiencia de 140 personas. Cada grupo reunirá a 20 personas, y cada persona sólo podrá votar por las 3 mejores actuaciones en esta ronda. (el 70% de los puntos en esta ronda)
- El grupo posicionado en el 1.º lugar conseguirá los 10,000 puntos completos , y los grupos restantes,  cada uno recibirá puntos basados en proporción de los puntos totales obtenidos a los puntos totales que obtuvo el grupo en el 1.º lugar.

### 3.º Presentación - Parte 1 (Presentaciones  en Colaboración) + Parte 2 (Presentaciones en Grupo con Concepto)
Los 6 grupos restantes tendrán 2 actuaciones para esta ronda: Presentaciones en Colaboración y Presentaciones en Grupo con Concepto.
Reglas (Presentaciones en Colaboración)
- Los 3 pares de grupos fueron emparejados al azar: eligiendo a un grupo de manera aleatoria, seguido  de la elección del grupo siguiente para ser emparejado con el grupo elegido anteriormente. El proceso continuará hasta formar los 2 pares restantes.
- No hay ninguna restricción acerca del número de miembros de cada grupo que se presentarán ni de sus elecciones acerca de la canción.
- Los puntos de la ronda serán decididos a través de 2 categorías:
  - "Evaluación Interna", donde cada grupo enviará 6 miembros (votarán un total de 36 miembros de los otros grupos) y decidirán el ranking de las 3 actuaciones. (el 30% de los puntos en esta ronda)
  - Votos en línea de la audiencia de 120 personas. Cada grupo reunirá 20 personas, y cada persona decidirá el ranking de las 3 actuaciones (el 70% de los puntos en esta ronda)
  - 1.º lugar - 10 puntos, 2.º lugar- 5 puntos, 3.º lugar - 1 punto
- La presentación en colaboración posicionada en 1.º lugar conseguirá  5,000 completos para cada uno de los grupos que participaron en esta. 3,000 para cada uno de los grupos que participaron en la presentación en colaboración posicionada en el 2. º lugar, y 1,000 para cada cual uno de los grupos que participó en la presentación en el 3.º lugar.

Reglas (Presentaciones en Grupo con Concepto)

## Reparto

### Anfitriones
- Lee Da-hee
- Jang Sung-kyu

### Concursantes
- Pentagon
- ONF
- Golden Child
- The Boyz
- Verivery
- Oneus
- TOO

| Actuaciones Preliminares - Presentaciones de 90 Segundos (Episodio 1) | Actuaciones Preliminares - Presentaciones de 90 Segundos (Episodio 1) | Actuaciones Preliminares - Presentaciones de 90 Segundos (Episodio 1) | Actuaciones Preliminares - Presentaciones de 90 Segundos (Episodio 1) | Actuaciones Preliminares - Presentaciones de 90 Segundos (Episodio 1) | Actuaciones Preliminares - Presentaciones de 90 Segundos (Episodio 1)             | Actuaciones Preliminares - Presentaciones de 90 Segundos (Episodio 1) |
| Orden                                                                 | Artista                                                               | Nombre de la presentación                                             | Ranking de la Evaluación Interna & Desglose de Puntos                 | Ranking Final                                                         | Nota(s)                                                                           |                                                                       |
| --------------------------------------------------------------------- | --------------------------------------------------------------------- | --------------------------------------------------------------------- | --------------------------------------------------------------------- | --------------------------------------------------------------------- | --------------------------------------------------------------------------------- | --------------------------------------------------------------------- |
| 1                                                                     | TOO                                                                   | Into the dysTOOpia                                                    | un 3.º, un 4.º, un 5.º y tres 6.º Total de Puntos: 135                | 7.º                                                                   | - Los puntos de esta ronda no serán incluidos en los puntos globales del programa |                                                                       |
| 2                                                                     | The Boyz                                                              | Sword of Victory                                                      | cuatro 1.º y dos 2.º Total de Puntos: 560                             | 1.º                                                                   | - Los puntos de esta ronda no serán incluidos en los puntos globales del programa |                                                                       |
| 3                                                                     | Pentagon                                                              | Road to the Throne                                                    | un 1.º, cuatro 2.º y un 3.º Total de Puntos: 480                      | 2.º                                                                   | - Los puntos de esta ronda no serán incluidos en los puntos globales del programa |                                                                       |
| 4                                                                     | ONF                                                                   | Lights On                                                             | un 3.º, dos 4.º y tres 6.º Total de Puntos: 155                       | 5.º                                                                   | - Los puntos de esta ronda no serán incluidos en los puntos globales del programa |                                                                       |
| 5                                                                     | Golden Child                                                          | Beginning                                                             | un 1.º, dos 3.º, dos 4.º y un 5.º Total de Puntos: 320                | 4.º                                                                   | - Los puntos de esta ronda no serán incluidos en los puntos globales del programa |                                                                       |
| 6                                                                     | Verivery                                                              | Face It                                                               | un 1.º, un 2.º, dos 3.º y dos 5.º Total de Puntos: 340                | 3.º                                                                   | - Los puntos de esta ronda no serán incluidos en los puntos globales del programa |                                                                       |
| 7                                                                     | Oneus                                                                 | Phantom of ONEUS                                                      | dos 4.º, tres 5.º y un 6.º Total de Puntos: 145                       | 6.º                                                                   | - Los puntos de esta ronda no serán incluidos en los puntos globales del programa |                                                                       |

| 1.º Presentación - Song of King (Presentaciones Cover de Grupos de Chicos Sénior) (Episodios 2 & 3) | 1.º Presentación - Song of King (Presentaciones Cover de Grupos de Chicos Sénior) (Episodios 2 & 3) | 1.º Presentación - Song of King (Presentaciones Cover de Grupos de Chicos Sénior) (Episodios 2 & 3) | 1.º Presentación - Song of King (Presentaciones Cover de Grupos de Chicos Sénior) (Episodios 2 & 3) | 1.º Presentación - Song of King (Presentaciones Cover de Grupos de Chicos Sénior) (Episodios 2 & 3) | 1.º Presentación - Song of King (Presentaciones Cover de Grupos de Chicos Sénior) (Episodios 2 & 3) | 1.º Presentación - Song of King (Presentaciones Cover de Grupos de Chicos Sénior) (Episodios 2 & 3) | 1.º Presentación - Song of King (Presentaciones Cover de Grupos de Chicos Sénior) (Episodios 2 & 3) |
| Orden                                                                                               | Artista                                                                                             | Canción                                                                                             | Artista original                                                                                    | Ranking de la Evaluación Interna & Desglose de Puntos                                               | Redondeó Puntos                                                                                     | Ranking Final                                                                                       | Nota(s)                                                                                             |
| --------------------------------------------------------------------------------------------------- | --------------------------------------------------------------------------------------------------- | --------------------------------------------------------------------------------------------------- | --------------------------------------------------------------------------------------------------- | --------------------------------------------------------------------------------------------------- | --------------------------------------------------------------------------------------------------- | --------------------------------------------------------------------------------------------------- | --------------------------------------------------------------------------------------------------- |
| 1                                                                                                   | Oneus                                                                                               | "Warrior's Descendant"                                                                              | H.O.T.                                                                                              | un 1.º, un 2.º, un 3.º, cuatro 4.º, doce 5.º y diecisiete 6.º Total de puntos: 725                  | 2,417                                                                                               | 7.º                                                                                                 | —                                                                                                   |
| 2                                                                                                   | TOO                                                                                                 | "Rising Sun"                                                                                        | TVXQ                                                                                                | tres 1.º, cinco 2.º, seis 3.º, cinco 4.º, once 5.º y seis 6.º Total de puntos: 1,510                | 5,033                                                                                               | 4.º                                                                                                 | —                                                                                                   |
| 3                                                                                                   | Verivery                                                                                            | "Mansae"                                                                                            | Seventeen                                                                                           | un 2.º, cinco 3.º, nueve 4.º, seis 5.º y quince 6.º Total de Puntos: 935                            | 3,117                                                                                               | 6.º                                                                                                 | —                                                                                                   |
| 4                                                                                                   | Golden Child                                                                                        | "T.O.P"                                                                                             | Shinhwa                                                                                             | un 2.º, dos 3.º, diecinueve 4.º, doce 5.º y dos 6.º Total de Puntos: 1,210                          | 4,033                                                                                               | 5.º                                                                                                 | —                                                                                                   |
| 5                                                                                                   | ONF                                                                                                 | "Everybody"                                                                                         | Shinee                                                                                              | doce 1.º, siete 2.º, doce 3.º, dos 4.º, un 5.º y dos 6.º Total de Puntos: 2,590                     | 8,633                                                                                               | 3.º                                                                                                 | —                                                                                                   |
| 6                                                                                                   | Pentagon                                                                                            | "Verygood"                                                                                          | Block B                                                                                             | doce 1.º, doce 2.º, diez 3.º y dos 4.º Total de Puntos: 2,840                                       | 9,467                                                                                               | 2.º                                                                                                 | —                                                                                                   |
| 7                                                                                                   | The Boyz                                                                                            | "Danger"                                                                                            | Taemin (Shinee)                                                                                     | catorce 1.º, quince 2.º, seis 3.º y un 4.º Total de Puntos: 3,000                                   | 10,000                                                                                              | 1.º                                                                                                 | —                                                                                                   |

| 2.º Presentación - My Song (Presentaciones de un Éxito Musical Representativo del Grupo) (Episodios 3 & 4) | 2.º Presentación - My Song (Presentaciones de un Éxito Musical Representativo del Grupo) (Episodios 3 & 4) | 2.º Presentación - My Song (Presentaciones de un Éxito Musical Representativo del Grupo) (Episodios 3 & 4) | 2.º Presentación - My Song (Presentaciones de un Éxito Musical Representativo del Grupo) (Episodios 3 & 4) | 2.º Presentación - My Song (Presentaciones de un Éxito Musical Representativo del Grupo) (Episodios 3 & 4) | 2.º Presentación - My Song (Presentaciones de un Éxito Musical Representativo del Grupo) (Episodios 3 & 4) | 2.º Presentación - My Song (Presentaciones de un Éxito Musical Representativo del Grupo) (Episodios 3 & 4) | 2.º Presentación - My Song (Presentaciones de un Éxito Musical Representativo del Grupo) (Episodios 3 & 4) |
| Orden | Artista | Canción | Puntos de la Evaluación Interna                                                                            | Puntos de los Votos Online de la Audiencia                                                                 | Total de Puntos                                                                                            | Ranking Final                                                                                              | Nota(s) |
| --- | --- | --- | --- | --- | --- | --- | --- |
| 1 | Pentagon                                                                                                   | "Shine" + "Spring Snow"                                                                                    | 2,881.29                                                                                                   | 3,858.97                                                                                                   | 6,740 | 5.º | — |
| 2 | ONF | "We Must Love" + "Moscow Moscow"                                                                           | 2,244.60                                                                                                   | 6,012.82                                                                                                   | 8,257 | 3.º | - Actuación de invitada especial: YooA (Oh My Girl)                                                        |
| 3 | Golden Child                                                                                               | "Wannabe"                                                                                                  | 803.96 | 3,589.74                                                                                                   | 4,394 | 7.º | — |
| 4 | Oneus | "Lit" | 2,039.57                                                                                                   | 6,461.54                                                                                                   | 8,501 | 2.º | — |
| 5 | Verivery                                                                                                   | "Photo" | 1,775.18                                                                                                   | 5,833.33                                                                                                   | 7,609 | 4.º | — |
| 6 | TOO | "Magnolia"                                                                                                 | 1,079.14                                                                                                   | 4,128.21                                                                                                   | 5,207 | 6.º | — |
| 7 | The Boyz                                                                                                   | "Reveal"                                                                                                   | 3,000 | 7,000 | 10,000 | 1.º | — |

| Resultado de las Presentaciones (1.º + 2.º) | Resultado de las Presentaciones (1.º + 2.º) | Resultado de las Presentaciones (1.º + 2.º) |
| Ranking                                     | Artista                                     | Puntos totales                              |
| ------------------------------------------- | ------------------------------------------- | ------------------------------------------- |
| 1.º                                         | The Boyz                                    | 20,000                                      |
| 2.º                                         | ONF                                         | 16,890                                      |
| 3.º                                         | Pentagon                                    | 16,207                                      |
| 4.º                                         | Oneus                                       | 10,918                                      |
| 5.º                                         | Verivery                                    | 10,726                                      |
| 6.º                                         | TOO                                         | 10,240                                      |
| 7.º                                         | Golden Child                                | 8,427                                       |

     Eliminado del programa
| 3.º Presentación (Parte 1) - Presentaciones en Colaboración (Episodios 5 & 6) | 3.º Presentación (Parte 1) - Presentaciones en Colaboración (Episodios 5 & 6) | 3.º Presentación (Parte 1) - Presentaciones en Colaboración (Episodios 5 & 6) | 3.º Presentación (Parte 1) - Presentaciones en Colaboración (Episodios 5 & 6) | 3.º Presentación (Parte 1) - Presentaciones en Colaboración (Episodios 5 & 6) | 3.º Presentación (Parte 1) - Presentaciones en Colaboración (Episodios 5 & 6) | 3.º Presentación (Parte 1) - Presentaciones en Colaboración (Episodios 5 & 6) | 3.º Presentación (Parte 1) - Presentaciones en Colaboración (Episodios 5 & 6) | 3.º Presentación (Parte 1) - Presentaciones en Colaboración (Episodios 5 & 6) |
| Orden                                                                         | Artistas                                                                      | Canción                                                                       | Artista original                                                              | Puntos de la Evaluación Interna                                               | Puntos de los Votos Online de la Audiencia                                    | Total de Puntos                                                               | Ranking Final                                                                 | Nota(s)                                                                       |
| ----------------------------------------------------------------------------- | ----------------------------------------------------------------------------- | ----------------------------------------------------------------------------- | ----------------------------------------------------------------------------- | ----------------------------------------------------------------------------- | ----------------------------------------------------------------------------- | ----------------------------------------------------------------------------- | ----------------------------------------------------------------------------- | ----------------------------------------------------------------------------- |
| 1                                                                             | Verivery TOO                                                                  | "On"                                                                          | BTS                                                                           |                                                                               |                                                                               |                                                                               |                                                                               | —                                                                             |
| 2                                                                             | Pentagon ONF                                                                  | "Kill This Love"                                                              | Blackpink                                                                     |                                                                               |                                                                               |                                                                               |                                                                               | —                                                                             |
| 3                                                                             | The Boyz Oneus                                                                | "Heroine"                                                                     | Sunmi                                                                         |                                                                               |                                                                               |                                                                               |                                                                               | —                                                                             |

| 3.º Presentación (Parte 2) - Presentaciones en Grupo con Concepto (Episodios 6 & 7) | 3.º Presentación (Parte 2) - Presentaciones en Grupo con Concepto (Episodios 6 & 7) | 3.º Presentación (Parte 2) - Presentaciones en Grupo con Concepto (Episodios 6 & 7) | 3.º Presentación (Parte 2) - Presentaciones en Grupo con Concepto (Episodios 6 & 7) | 3.º Presentación (Parte 2) - Presentaciones en Grupo con Concepto (Episodios 6 & 7) | 3.º Presentación (Parte 2) - Presentaciones en Grupo con Concepto (Episodios 6 & 7) | 3.º Presentación (Parte 2) - Presentaciones en Grupo con Concepto (Episodios 6 & 7) | 3.º Presentación (Parte 2) - Presentaciones en Grupo con Concepto (Episodios 6 & 7) | 3.º Presentación (Parte 2) - Presentaciones en Grupo con Concepto (Episodios 6 & 7) | 3.º Presentación (Parte 2) - Presentaciones en Grupo con Concepto (Episodios 6 & 7) |
| Orden                                                                               | Artista                                                                             | Canción                                                                             | Artista original                                                                    | Concepto                                                                            | Puntos de la Evaluación Interna                                                     | Puntos de los Votos En línea de la Audiencia                                        | Total de Puntos                                                                     | Ranking Final                                                                       | Nota(s)                                                                             |
| ----------------------------------------------------------------------------------- | ----------------------------------------------------------------------------------- | ----------------------------------------------------------------------------------- | ----------------------------------------------------------------------------------- | ----------------------------------------------------------------------------------- | ----------------------------------------------------------------------------------- | ----------------------------------------------------------------------------------- | ----------------------------------------------------------------------------------- | ----------------------------------------------------------------------------------- | ----------------------------------------------------------------------------------- |
| 1                                                                                   | Oneus                                                                               | "Be Mine"                                                                           | Infinite                                                                            | Romeo & Julieta                                                                     |                                                                                     |                                                                                     |                                                                                     |                                                                                     | —                                                                                   |
| 2                                                                                   | TOO                                                                                 | "Hard Carry"                                                                        | GOT7                                                                                | Street/Urbano                                                                       |                                                                                     |                                                                                     |                                                                                     |                                                                                     | —                                                                                   |
| 3                                                                                   | ONF                                                                                 | "It's Raining"                                                                      | Rain                                                                                | Michael Jackson                                                                     |                                                                                     |                                                                                     |                                                                                     |                                                                                     | —                                                                                   |
| 4                                                                                   | Pentagon                                                                            | "Follow"                                                                            | Monsta X                                                                            | Faraón                                                                              |                                                                                     |                                                                                     |                                                                                     |                                                                                     | —                                                                                   |
| 5                                                                                   | Verivery                                                                            | "gogobebe"                                                                          | Mamamoo                                                                             | Aladdin                                                                             |                                                                                     |                                                                                     |                                                                                     |                                                                                     | —                                                                                   |
| 6                                                                                   | The Boyz                                                                            | "Shangri-La"                                                                        | VIXX                                                                                | Oriental                                                                            |                                                                                     |                                                                                     |                                                                                     |                                                                                     | —                                                                                   |

| Resultados de las Presentaciones (1.º + 2.º + 3.º) | Resultados de las Presentaciones (1.º + 2.º + 3.º) | Resultados de las Presentaciones (1.º + 2.º + 3.º) |
| Ranking                                            | Artista                                            | Total de Puntos                                    |
| -------------------------------------------------- | -------------------------------------------------- | -------------------------------------------------- |
| 1.º                                                |                                                    |                                                    |
| 2.º                                                |                                                    |                                                    |
| 3.º                                                |                                                    |                                                    |
| 4.º                                                |                                                    |                                                    |
| 5.º                                                |                                                    |                                                    |
| 6.º                                                |                                                    |                                                    |

     Eliminado del programa

## Tabla de eliminación
Clave de color:
- Eliminado en la Primera Eliminación
- Eliminado en la Segunda Eliminación
- Runner-up General
- Puntuación total más alta; se une a Kingdom
- Ganador de la Final; se une a Kingdom

| Concursante  | Rendimientos                  | Rendimientos                  | Rendimientos | Rendimientos | Rendimientos | Rendimientos | Rendimientos        | Rendimientos        | Rendimientos | Rendimientos | Rendimientos | Rendimientos | Rendimientos        | Rendimientos        | Rendimientos | Rendimientos | Rendimientos    | Rendimientos    | Rendimientos  |
| Concursante  | Presentaciones de 90 Segundos | Presentaciones de 90 Segundos | Song of King | Song of King | My Song      | My Song      | Primera Eliminación | Primera Eliminación | Colaboración | Colaboración | Concepto     | Concepto     | Segunda Eliminación | Segunda Eliminación | Final        | Final        | Resultado final | Resultado final | Ranking Final |
| ------------ | ----------------------------- | ----------------------------- | ------------ | ------------ | ------------ | ------------ | ------------------- | ------------------- | ------------ | ------------ | ------------ | ------------ | ------------------- | ------------------- | ------------ | ------------ | --------------- | --------------- | ------------- |
| The Boyz     | 1.º                           | 560                           | 1.º          | 10,000       | 1.º          | 10,000       | 1.º                 | 20,000              |              |              |              |              |                     |                     |              |              |                 |                 |               |
| ONF          | 5.º                           | 155                           | 3.º          | 8,633        | 3.º          | 8,257        | 2.º                 | 16,890              |              |              |              |              |                     |                     |              |              |                 |                 |               |
| Pentagon     | 2.º                           | 480                           | 2.º          | 9,467        | 5.º          | 6,740        | 3.º                 | 16,207              |              |              |              |              |                     |                     |              |              |                 |                 |               |
| Oneus        | 6.º                           | 145                           | 7.º          | 2,417        | 2.º          | 8,501        | 4.º                 | 10,918              |              |              |              |              |                     |                     |              |              |                 |                 |               |
| Verivery     | 3.º                           | 340                           | 6.º          | 3,117        | 4.º          | 7,609        | 5.º                 | 10,726              |              |              |              |              |                     |                     |              |              |                 |                 |               |
| TOO          | 7.º                           | 135                           | 4.º          | 5,033        | 6.º          | 5,207        | 6.º                 | 10,240              |              |              |              |              |                     |                     |              |              |                 |                 |               |
| Golden Child | 4.º                           | 320                           | 5.º          | 4,033        | 7.º          | 4,394        | 7.º                 | 8,427               |              |              |              |              |                     |                     |              |              |                 |                 | 7.º           |

## Discografía

### Song of King Parte 1
| Released on 2020 de mayo del 08 |             |        |          |  |
| N.º                             | Título      | Artist | Duración |  |
| 18.                             | «Everybody» |        |          |  |

### Song of The King Parte 2
| Released on 2020 de mayo del 15 |                             |        |          |  |
| N.º                             | Título                      | Artist | Duración |  |
| 18.                             | «Very Good (Pentagon ver.)» |        |          |  |

### My Song Parte 1
| Released on 2020 de mayo del 15 |                       |        |          |  |
| N.º                             | Título                | Artist | Duración |  |
| 18.                             | «Shine + Spring Snow» |        |          |  |

### My Song Part 2
| Released on 2020 de mayo del 22 |                    |        |          |  |
| N.º                             | Título             | Artist | Duración |  |
| 3.                              | «Magnolia»         | Oneus  |          |  |
| 16.                             | «Lit»              |        |          |  |
| 18.                             | «The We Must Love» |        |          |  |

## Índice de audiencia
En los "ratings" de siguientes, el índice de audiencia más alto para el show estará en red y el índice de audiencia más bajo estará en blue. Algunos de los ratings encontrados ya han sido redondeados a 1 decimal, como son normalmente de rankings más bajos en plazos de los ratings del día.
| Ep. # | Original Airdate    | AGB Nielsen Índices Nationwide |
| ----- | ------------------- | ------------------------------ |
| 1     | 30 de abril de 2020 | 0.5%                           |
| 2     | 7 de mayo de 2020   | 0.4%                           |
| 3     | 14 de mayo de 2020  | 0.4%                           |
| 4     | 21 de mayo de 2020  | 0.5%                           |
| 5     | 28 de mayo de 2020  | 0.3%                           |
| 6     | 4 de junio de 2020  | %                              |